# Euglossa
Euglossa este un gen de albine din tribul Euglossini. La fel ca toate rudele lor apropiate, ele sunt native la neotropice. O populație introdusă există în Florida. Ele sunt de obicei de culoare metalizată, variind între albastru, verde, cupru sau aur.
Euglossa intersecta (cunoscută anterior ca E. brullei) este din punct de vedere morfologic și cromatic atipică pentru gen și seamănă cu cele din genul Eufriesea din mai multe puncte de vedere, inclusiv colorație.

## Distribuție
Albinele din genul Euglossa apar în mod natural din Mexic până în Paraguay, nordul Argentinei, vestul Braziliei, Jamaica  și Trinidad și Tobago, dar o singură specie (E. dilema) a fost recent introdusă în Florida în Statele Unite ale Americii .

## Specii

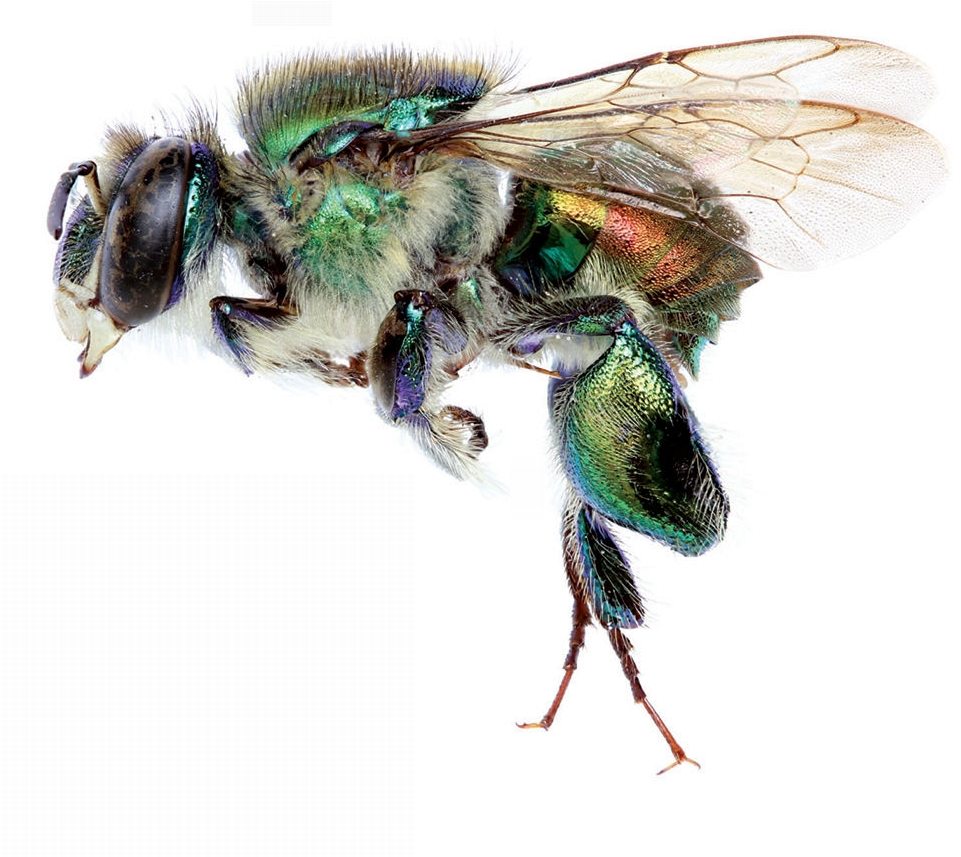
Euglossa villosa

- E. adiastola Hinojosa-Díaz, Nemésio & Engel, 2012
- E. alleni Moure, 1968
- E. allosticta Moure, 1969
- E. amazonica Dressler, 1982
- E. analis Westwood, 1840
- E. annectans Dressler, 1982
- E. anodorhynchi Nemésio, 2005
- E. asarophora Moure & Sakagami, 1969
- E. ashei Hinojosa-Díaz & Engel, 2014
- E. atroveneta Dressler, 1978
- E. augaspis Dressler, 1982
- E. aurantia Hinojosa-Díaz & Engel, 2011
- E. aureiventris Friese, 1899
- E. auriventris Friese, 1925
- E. azurea Ducke, 1902
- E. bazinga Nemesio, 2013
- E. bidentata Dressler, 1982
- E. bigibba Dressler, 1982
- E. bursigera Moure, 1970
- E. celiae Hinojosa-Díaz & Engel, 2014
- E. cetera Hinojosa-Díaz & Engel, 2014
- E. chalybeata Friese, 1925
- E. championi Cheesman, 1929
- E. chlorina Dressler, 1982
- E. clausi Nemésio & Engel, 2012
- E. cognata Moure, 1970
- E. cordata Linnaeus, 1758
- E. cosmodora Hinojosa-Díaz & Engel, 2007
- E. cotylisca Hinojosa-Díaz & Engel, 2007
- E. crassipunctata Moure, 1968
- E. crininota Dressler, 1978
- E. cupella Hinojosa-Díaz & Engel, 2014
- E. cyanea Friese, 1899
- E. cyanochlora Moure, 1995
- E. cyanura Cockerell, 1917
- E. cybelia Moure, 1968
- E. deceptrix Moure, 1968
- E. decorata Smith, 1874
- E. despecta Moure, 1968
- E. dilemma Bembé & Eltz, 2011
- E. dissimula Dressler, 1978
- E. dodsoni Moure, 1965
- E. dressleri Moure, 1968
- E. embera Hinojosa-Díaz, Nemésio & Engel, 2012
- E. erythrochlora Moure, 1968
- E. fimbriata Rebêlo & Moure, 1995
- E. flammea Moure, 1969
- E. fuscifrons Dressler, 1982
- E. gibbosa Dressler, 1982
- E. gorgonensis Cheesman, 1929
- E. granti Cheesman, 1929
- E. hansoni Moure, 1965
- E. hemichlora Cockerell, 1917
- E. heterosticta Moure, 1968
- E. hugonis Moure, 1989
- E. hyacinthina Dressler, 1982
- E. ignita Smith, 1874
- E. igniventris Friese, 1925
- E. imperialis Cockerell, 1922
- E. inflata Roubik, 2004
- E. intersecta Latreille, 1838
- E. iopoecila Dressler, 1982
- E. ioprosopa Dressler, 1982
- E. iopyrrha Dressler, 1982
- E. jacquelynae Nemésio, 2007
- E. jamaicensis Moure, 1968
- E. laevicincta Dressler, 1982
- E. lazulina Friese, 1923
- E. leucotricha Rebêlo & Moure, 1995
- E. liopoda Dressler, 1982
- E. lugubris Roubik, 2004
- E. macrorhyncha Dressler, 1982
- E. maculilabris Moure, 1968
- E. magnipes Dressler, 1982
- E. mandibularis Friese, 1899
- E. marianae Nemésio, 2011[5]
- E. melanotricha Moure, 1967
- E. micans Dressler, 1978
- E. milenae Bembé, 2007
- E. mixta Friese, 1899
- E. modestior Dressler, 1982
- E. monnei Nemesio, 2012[6]
- E. moratoi Hinojosa-Díaz, Nemésio & Engel, 2012
- E. moronei Engel, 1999
- E. mourei Dressler, 1982
- E. nigropilosa Moure, 1965
- E. nigrosignata Moure, 1969
- E. obrima Hinojosa-Díaz, Melo & Engel, 2011
- E. obtusa Dressler, 1978
- E. occidentalis Roubik, 2004
- E. oleolucens Dressler, 1978
- E. orellana Roubik, 2004
- E. paisa Ramírez, 2005
- E. parvula Dressler, 1982
- E. pepei Nemésio & Engel, 2012
- E. perfulgens Moure, 1967
- E. perpulchra Moure & Schlindwein, 2002
- E. perviridis Dressler, 1985
- E. pictipennis Moure, 1943
- E. piliventris Guérin-Méneville, 1845
- E. platymera Dressler, 1982
- E. pleosticta Dressler, 1982
- E. polita Ducke, 1902
- E. prasina Dressler, 1982
- E. purpurea Friese, 1899
- E. retroviridis Dressler, 1982
- E. rufipes Rasmussen & Skov, 2006
- E. rugilabris Moure, 1967
- E. samperi Ramírez, 2006
- E. sapphirina Moure, 1968
- E. securigera Dressler, 1982
- E. singularis Mocsáry, 1899
- E. solangeae Nemésio, 2007
- E. sovietica Nemésio, 2007
- E. stellfeldi Moure, 1947
- E. stilbonata Dressler, 1982
- E. subandina Hinojosa-Díaz & Engel, 2014
- E. tiputini Roubik, 2004
- E. townsendi Cockerell, 1904
- E. tridentata Moure, 1970
- E. trinotata Dressler, 1982
- E. truncata Rebêlo & Moure, 1995
- E. turbinifex Dressler, 1978
- E. urarina Hinojosa-Díaz & Engel, 2007
- E. variabilis Friese, 1899
- E. villosa Moure, 1968
- E. villosiventris Moure, 1968
- E. violaceifrons Rebêlo & Moure, 1995
- E. viridifrons Dressler, 1982
- E. viridis Perty, 1833
- E. viridissima Friese, 1899
- E. williamsi Hinojosa-Díaz & Engel, 2011

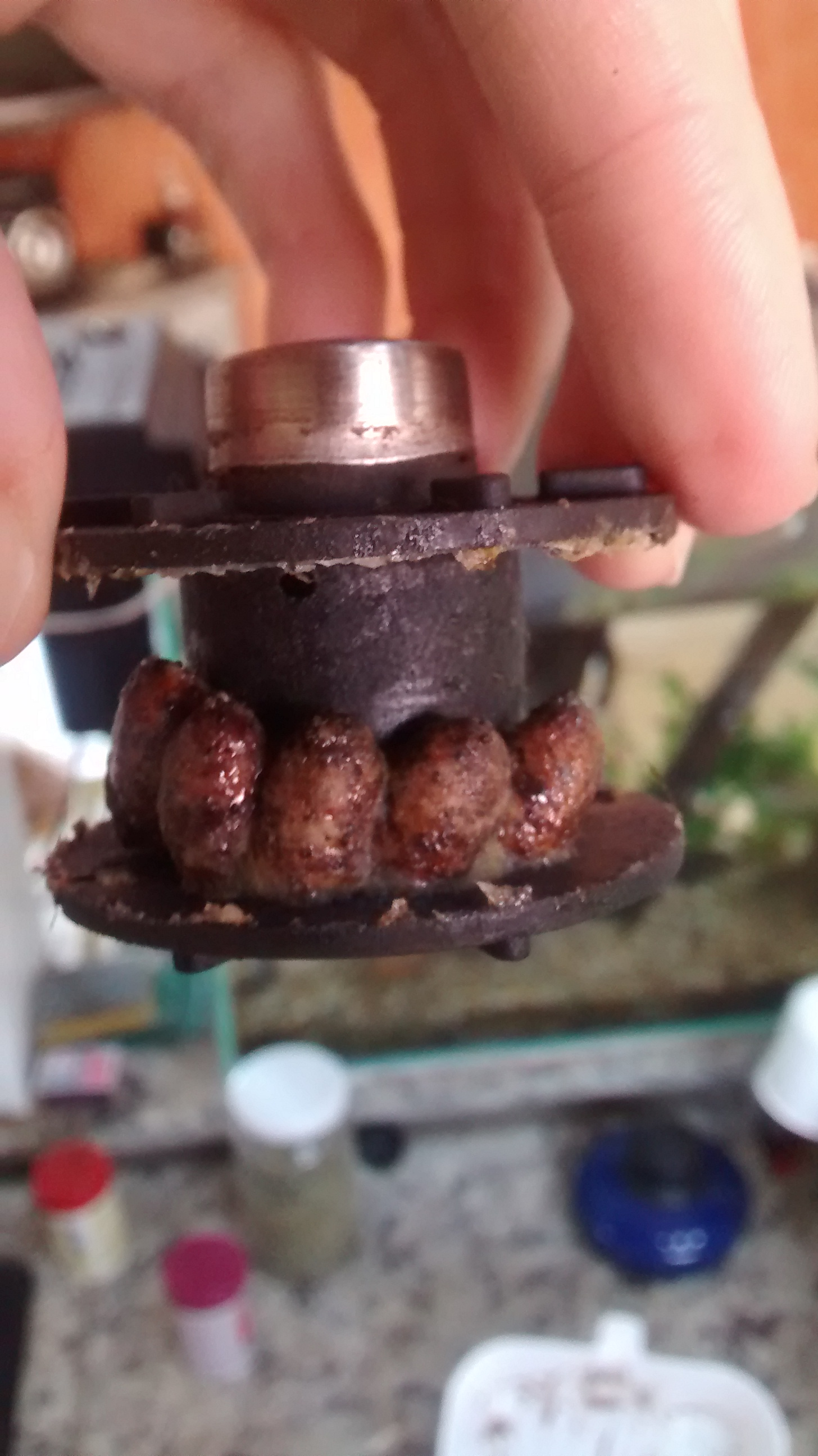
Ouă (în interiorul celulelor) depuse o albină într-un echipament de grădinărit: pe margini poate fi observată ceară.